# Calamaria rebentischi
Calamaria rebentischi es una especie de serpientes de la familia Colubridae.

## Distribución geográfica
Es endémica de Kalimantan, en Borneo.

## Estado de conservación
Se encuentra amenazada por la pérdida de su hábitat natural.